# Koh Rong

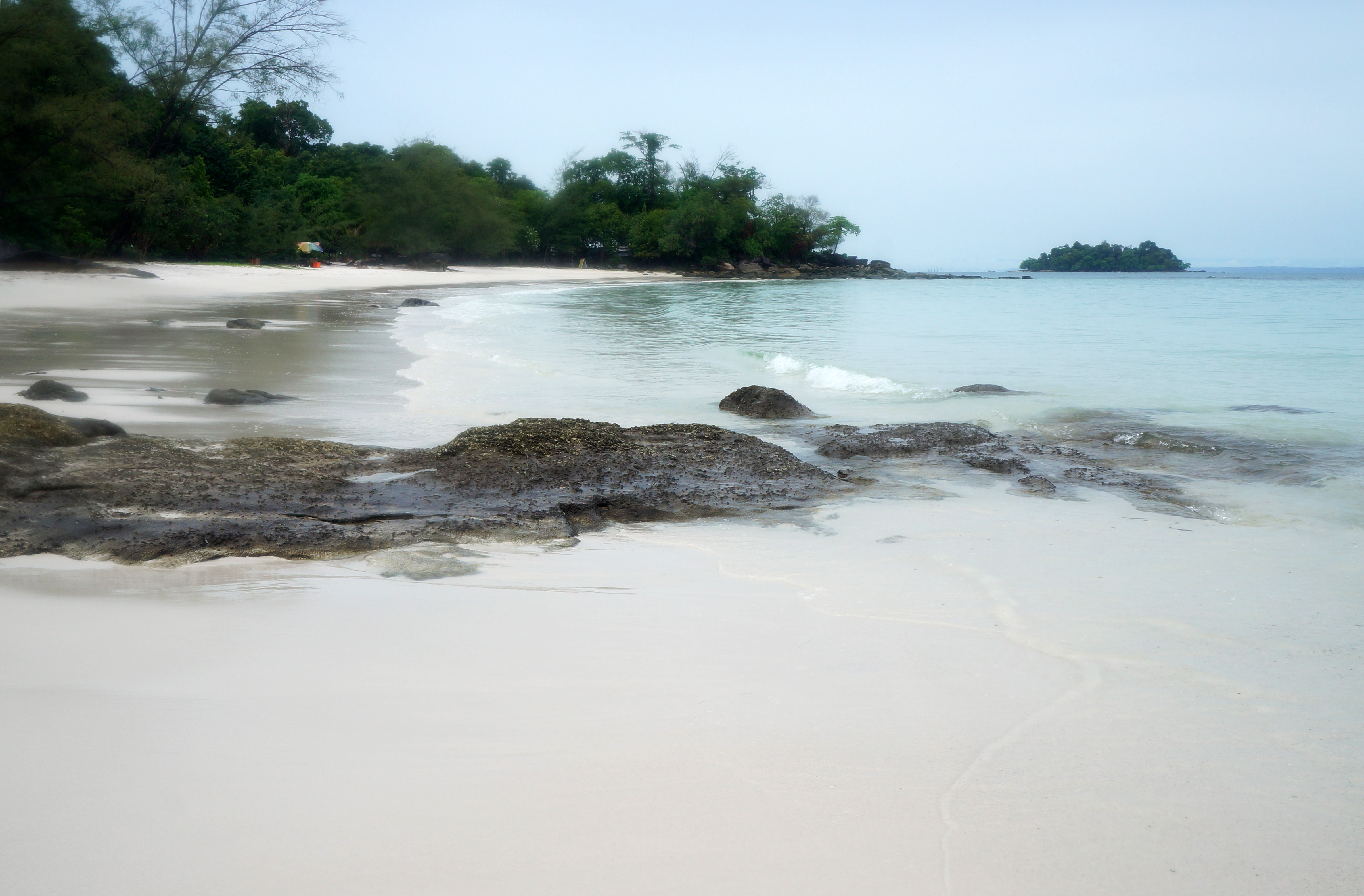
Bãi cát Koh Rong ơ làng Koh Tuich

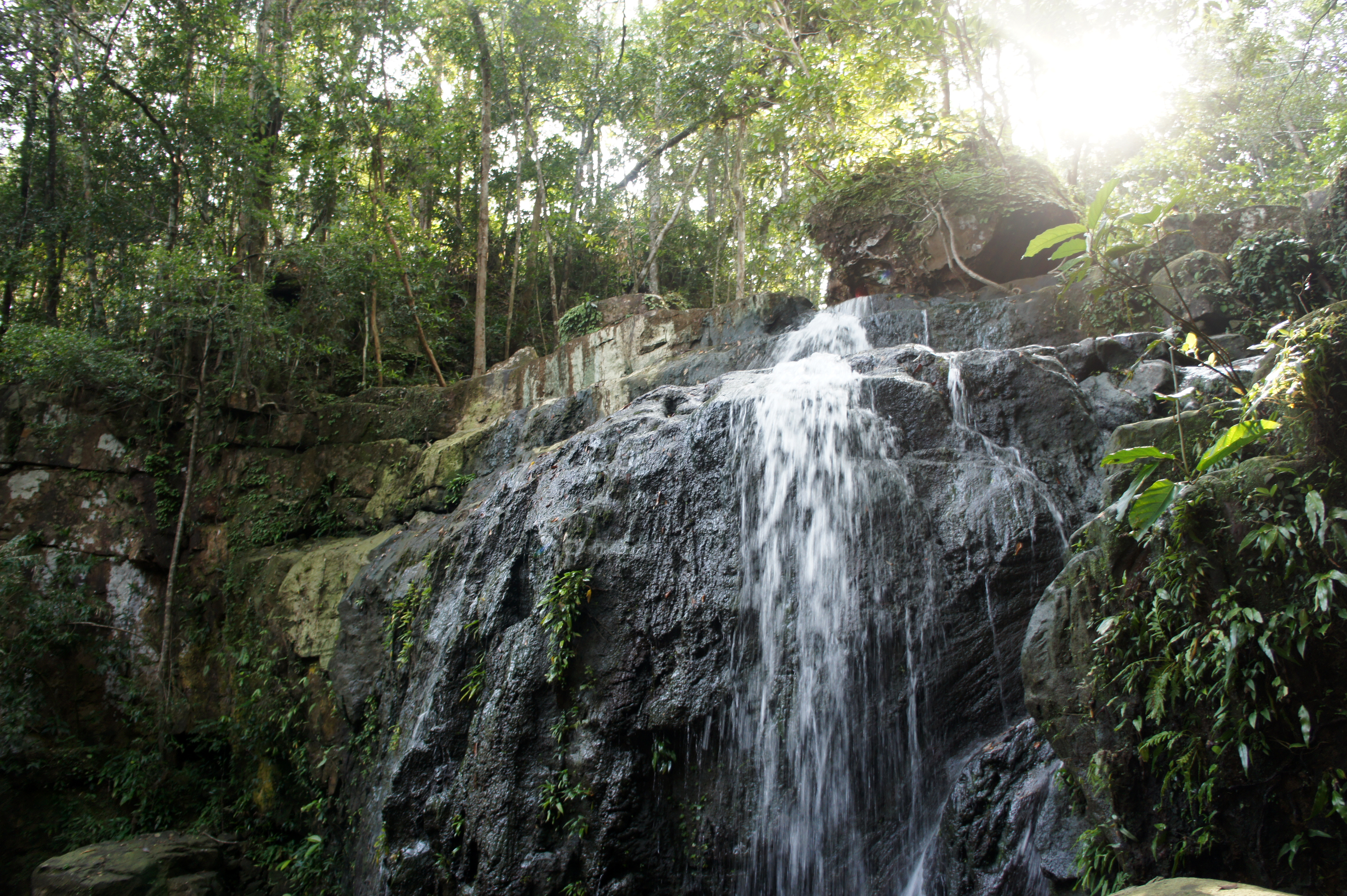
Thác nước gần làng Sok San

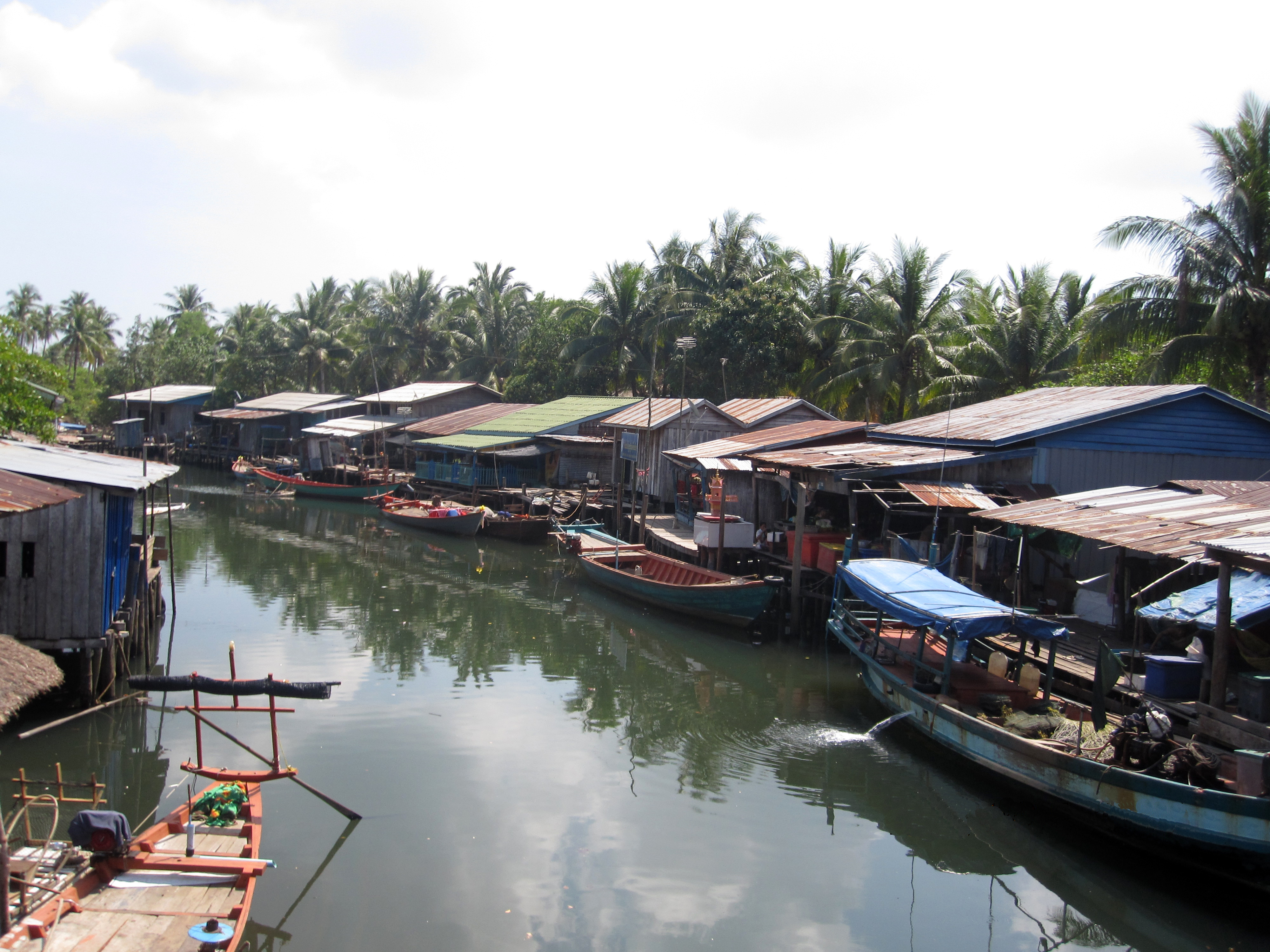
làng Prek Svay

Đảo Koh Rong, là một hải đảo lớn thuộc tỉnh Koh Kong (kể từ 2008 thuộc tỉnh Sihanoukville) của Vương quốc Campuchia.
Koh Rong là hòn đảo lớn thứ hai ở Campuchia với diện tích 78 km². Theo phân cấp hành chính Campuchia, đảo là một thị xã của tỉnh Sihanoukville, bao gồm 4 làng: Koh Tuich, Doeum D'keuw, Prek Svay và Sok San. Trong những năm gần đây, hòn đảo này đã trở thành khu nghỉ mát. Vì không có cơ sở hạ tầng cơ bản nhất, vận chuyển bằng thuyền là bắt buộc đối với tất cả các khu định cư và khu nghỉ dưỡng nằm rải rác trên nhiều bãi biển.
Đảo Koh Rong là một khu hành chính khá mới, chỉ được thành lập vào năm 2000. Để thúc đẩy phát triển, Koh Rong đã có một nhượng bộ đất do chính phủ Campuchia ban hành. Tập đoàn Hoàng gia Campuchia đã được cấp phép sử dụng đất 99 năm. Trong năm 2008, họ đã tiết lộ kế hoạch xây dựng "một hòn đảo nghỉ mát được quy hoạch bảo vệ môi trường đầu tiên ở châu Á."
Đảo Koh Rong là một nơi tuyệt vời để thư giãn, khám phá, vì hòn đảo này vẫn còn hoang vắng, chưa phát triển và ít người sinh sống. Phần phía tây của đảo Koh Smach là một nơi bình yên bãi biển đẹp hình dáng như một chiếc võng.